# Luc Nilis
Luc Gilbert Cyrille Nilis (Hasselt, 25 de maig de 1967) és un exfutbolista belga de la dècada de 1990.
Pel que fa a clubs, defensà els colors del K.F.C. Winterslag, RSC Anderlecht, PSV Eindhoven i Aston Villa FC. Fou 56 cops internacional amb la selecció belga de futbol entre 1988 i 2000, amb la qual disputà la Copa del Món de futbol de 1994 i Copa del Món de futbol de 1998.
Un cop retirat començà una carrera d'entrenador a clubs com el PSV, Kasımpaşa Spor Kulübü o Gençlerbirliği S.K..

## Palmarès
Anderlecht
- Lliga belga de futbol:
  - 1986-87, 1990-91, 1992-93, 1993-94
- Copa belga de futbol:
  - 1988-89, 1989-90, 1993-94
- Supercopa belga de futbol:
  - 1987, 1993

PSV Eindhoven
- Lliga neerlandesa de futbol:
  - 1996-97, 1999-00
- Copa neerlandesa de futbol:
  - 1995-96
- Supercopa neerlandesa de futbol:
  - 1996